# Llista de premis de Savage Garden
Llista dels premis i nominacions rebuts pel grup de música Savage Garden. Aquesta banda australiana de música pop i soft rock es va crear l'any 1993 a Brisbane i estigué activa fins al 2001, quan els dos membres del grup, Darren Hayes (vocalista) i Daniel Jones (piano, guitarra i sintetitzador), van decidir continuar amb les seves carreres musicals per separat. Van publicar dos àlbums d'estudi i des del seu disc de debut es van convertir en una de la bandes més populars a Austràlia i a arreu del món.

## Resum
| Premi                   | Guanyats | Nominacions |
| ----------------------- | -------- | ----------- |
| ARIA Music Awards       | 14       | 26          |
| APRA Awards             | 10       | 19          |
| Billboard Music Awards  | 0        | 4           |
| Brit Awards             | 0        | 2           |
| MTV Europe Music Awards | 0        | 1           |
| World Music Awards      | 2        | 2           |

## ARIA Awards
Els ARIA Music Awards són els premis que entrega la indústria discogràfica australiana (ARIA) anualment des de l'any 1987. Tot i la seva curta trajectòria musical, Savage Garden va obtenir un total de 26 nominacions, de les quals fou guardonat en catorze d'elles. El millor any fou el 1997, quan aconseguí onze premis de les tretze categories a les quals foren nominats. En aquesta edició, el grup va monopolitzar la cerimònia aconseguint els premis més importants.
| Any  | Categoria                     | Treball                | Resultat  |
| ---- | ----------------------------- | ---------------------- | --------- |
| 1996 | Breakthrough Artist - Single  | "I Want You"           | Nominat   |
| 1997 | Best Video                    | "To the Moon and Back" | Nominat   |
| 1997 | Engineer Of The Year          | Savage Garden          | Guanyador |
| 1997 | Producer Of The Year          | Savage Garden          | Guanyador |
| 1997 | Best Independent Release      | Savage Garden          | Guanyador |
| 1997 | Best Pop Release              | "To the Moon and Back" | Guanyador |
| 1997 | Breakthrough Artist - Album   | Savage Garden          | Guanyador |
| 1997 | Best Group                    | Savage Garden          | Guanyador |
| 1997 | Highest Selling Single        | "Truly Madly Deeply"   | Guanyador |
| 1997 | Highest Selling Album         | Savage Garden          | Nominat   |
| 1997 | Song Of The Year              | "Truly Madly Deeply"   | Nominat   |
| 1997 | Song Of The Year              | "To The Moon & Back"   | Guanyador |
| 1997 | Single Of The Year            | "Truly Madly Deeply"   | Guanyador |
| 1997 | Album Of The Year             | Savage Garden          | Guanyador |
| 1998 | Outstanding Achievement Award |                        | Guanyador |
| 1998 | Producer Of The Year          | "Universe"             | Nominat   |
| 1998 | Best Group                    | "Universe"             | Nominat   |
| 1998 | Highest Selling Album         | Savage Garden          | Guanyador |
| 1999 | Best Pop Release              | "The Animal Song"      | Guanyador |
| 1999 | Highest Selling Single        | "The Animal Song"      | Nominat   |
| 2000 | Producer Of The Year          | Affirmation            | Nominat   |
| 2000 | Best Pop Release              | Affirmation            | Nominat   |
| 2000 | Best Group                    | Affirmation            | Nominat   |
| 2000 | Highest Selling Album         | Affirmation            | Guanyador |
| 2000 | Album Of The Year             | Affirmation            | Nominat   |
| 2001 | Highest Selling Album         | Affirmation            | Nominat   |

## APRA Awards
Els APRA Awards són els premis que entrega la indústria discogràfica d'Australàsia (APRA) anualment des de l'any 1982. Savage Garden va obtenir un total de catorze nominacions de les quals fou guardonat amb quatre premis. Entre ells destaca el premi obtingut com a millors compositors de l'any 1998.
| Any  | Categoria                               | Treball                   | Resultat  |
| ---- | --------------------------------------- | ------------------------- | --------- |
| 1998 | Song of the Year                        | "To the Moon and Back"    | Nominat   |
| 1998 | Song of the Year                        | "Truly Madly Deeply"      | Nominat   |
| 1998 | Most Performed Australian Work Overseas | "I Want You"              | Guanyador |
| 1998 | Most Performed Australian Work          | "To the Moon and Back"    | Nominat   |
| 1998 | Most Performed Australian Work          | "Truly Madly Deeply"      | Nominat   |
| 1998 | Songwriter of the Year                  | Darren Hayes Daniel Jones | Guanyador |
| 1999 | Most Performed Australian Work Overseas | "Truly Madly Deeply"      | Guanyador |
| 2000 | Song of the Year                        | "I Knew I Loved You"      | Nominat   |
| 2000 | Most Performed Australian Work Overseas | "Truly Madly Deeply"      | Guanyador |
| 2000 | Most Performed Australian Work          | "The Animal Song"         | Guanyador |
| 2000 | Most Performed Australian Work          | "I Knew I Loved You"      | Nominat   |
| 2000 | Songwriter of the Year                  | Darren Hayes Daniel Jones | Guanyador |
| 2001 | Most Performed Australian Work Overseas | "I Knew I Loved You"      | Guanyador |
| 2001 | Most Performed Australian Work          | "Affirmation"             | Nominat   |
| 2001 | Most Performed Australian Work          | "Crash and Burn"          | Nominat   |
| 2002 | Most Performed Australian Work Overseas | "Crash and Burn"          | Guanyador |
| 2002 | Most Performed Australian Work          | "Hold Me"                 | Guanyador |
| 2003 | Most Performed Australian Work Overseas | "I Knew I Loved You"      | Guanyador |
| 2005 | Most Performed Australian Work Overseas | "Truly Madly Deeply"      | Nominat   |

## Billboard Music Awards
Els Billboard Music Awards són els premis que entrega la indústria discogràfica dels Estats Units (Billboard).
| Any  | Categoria                 | Treball              | Resultat |
| ---- | ------------------------- | -------------------- | -------- |
| 1998 | Millor artista            | Savage Garden        | Nominat  |
| 1998 | Millor duet/banda Hot 100 | Savage Garden        | Nominat  |
| 1998 | Millor artista Hot 100    | Savage Garden        | Nominat  |
| 1998 | Millor cançó Hot 100      | "Truly Madly Deeply" | Nominat  |

## Brit Awards
Els Brit Awards són els premis que entrega la indústria discogràfica del Regne Unit (Indústria Fonogràfica Britànica).
| Any  | Categoria                         | Treball       | Resultat |
| ---- | --------------------------------- | ------------- | -------- |
| 1999 | Millor descobriment internacional | Savage Garden | Nominat  |
| 2001 | Millor grup internacional         | Savage Garden | Nominat  |

## MTV Europe Music Awards
Els MTV Europe Music Awards són els premis que entrega la cadena MTV als videoclips més populars d'Europa.
| Any  | Categoria    | Treball              | Resultat |
| ---- | ------------ | -------------------- | -------- |
| 1998 | Millor cançó | "Truly Madly Deeply" | Nominat  |

## World Music Awards
Els World Music Awards són els premis que entregats als artistes més venuts en els grans territoris a partir de les dades proveïdes per la International Federation of the Phonographic Industry (IFPI).
| Any  | Categoria                   | Treball       | Resultat  |
| ---- | --------------------------- | ------------- | --------- |
| 1998 | Artiste australià més venut | Savage Garden | Guanyador |
| 2000 | Artiste australià més venut | Savage Garden | Guanyador |